# Registro (kommun)
Registro är en kommun i Brasilien.   Den ligger i delstaten São Paulo, i den södra delen av landet, 1 000 km söder om huvudstaden Brasília. Antalet invånare är 60 370.
Följande samhällen finns i Registro:
- Registro

I omgivningarna runt Registro växer i huvudsak städsegrön lövskog. Runt Registro är det ganska tätbefolkat, med 75 invånare per kvadratkilometer.